# Synodus mascarensis
Espèce
Statut de conservation UICN

 DD 28 juin 2018 : Données insuffisantes
Synodus mascarensis est une espèce de poissons de la famille des Synodontidae.

## Systématique
L'espèce Synodus mascarensis a été décrite pour la première fois en 2008 par l'ichtyologiste russe Artem Mikhailovich Prokofiev (d).

## Distribution
Cette espèce se croise dans l'océan Pacifique, plus particulièrement au large de l'Équateur, aussi bien des côtes métropolitaines que des côtes des îles Galápagos.

## Description
Synodus mascarensis peut mesurer jusqu'à 13,7 cm.
Synodus mascarensis chasse en enfouissant son corps dans les sédiments et en capturant les proies qui passent à proximité.

## Étymologie
Son épithète spécifique, mascarensis, vient de l'archipel des Mascareignes, où le premier spécimen a été prélevé.

## Publication originale
- (ru) Artem M. Prokofiev, « [Nouvelles espèces et nouveaux relevés de poisson-lézards du genre Synodus de l'ouest de l'Océan Indien] », Zoologicheskii Zhurnal, Russie, no 84,‎ 2008, p. 424-434 (lire en ligne, consulté le 12 avril 2023).